# Tu Vida Mi Vida
Tu Vida Mi Vida é uma canção do roqueiro argentino Fito Páez que foi lançada como single de trabalho do seu álbum La Ciudad Liberada, de 2017. Segundo Fito, ela “tem algo que não pertence ao gênero da canção de amor, não é a clássica canção que você canta para sua namorada. Ela fala da fragilidade das mulheres e dos homens”.
Tu Vida Mi Vida recebeu 2 indicações ao Grammy Latino de 2018, nas categorias "Melhor Canção de Rock" e "Canção do Ano", sagrando-se vencedora na primeira.

## Videoclipe
O videoclipe mostra cenas bem intimistas de Fito cantando junto com a sua então namorada Eugenia Kolodziej.

## Créditos
| - Fito Páez - Composição, Voz, piano, teclados - Diego Olivero - Guitarra, Sintetizador - Fabián Gallardo: Violão - Mariano Otero - Baixo - Gastón Baremberg - Bateria - Juan Absatz - Coro - Fabiana Cantilo - Coro - Carlos Vandera - Coro | - Déborah Dixon - Back vocal - Flor Crocci - Back vocal - Fabián Gallardo - Back vocal - Joaquín Carámbula - Back vocal - Ignacio Jeannot - Back vocal - Antonio Carmona - Back vocal - Juan Carmona - Back vocal - Antonia Montoya - Back vocal |

## Prêmios e Indicações
| Ano  | Prêmio            | Categoria               | Trabalho        | Resultado | Ref.        |
| ---- | ----------------- | ----------------------- | --------------- | --------- | ----------- |
| 2018 | 19o Grammy Latino | "Melhor Canção de Rock" | Tu Vida Mi Vida | Venceu    | [ 3 ]       |
| 2018 | 19o Grammy Latino | "Canção do Ano"         | Tu Vida Mi Vida | Indicado  | [ 2 ] [ 3 ] |